# Леонардо III Токо
Леона̀рдо III То̀ко е последният владетел на Епирското деспотство от 1448 г. до 1479 г.

## Биография
Леонардо III Токо е синът на Карло II Токо (владетел на Графство Кефалония и Закинтос, херцог на Левкада и деспот на Епир) и Рамондина Вентимилска. След смъртта на баща си през октомври 1448 г., малолетният Леонардо наследява всичките му титли и владения. Той властва в Арта като деспот на Епир до 24 март 1449 г., когато градът е превзет от османските турци.
След като континенталните му владения са сведени до три крепости, Леонардо III се установява в Ангелокастро. През 1460 г. и този град е превзет от турците, оставяйки единствено Воница в ръцете на Леонардо, който се премества на островите. Ново турско нападение през 1479 г. превзема Воница, а по-късно през същата година и Кефалония, Левкада и Закинтос. Лишен от Епир и от Йонийските острови, Леонардо се укрива в Неаполитанското кралство, където получава няколко феода от Фердинанд I Неаполитански. Леонардо III умира около 1499 г.

## Бракове и деца
На 1 май 1463 г. Леонардо встъпва в брак с първата си съпруга Милица Бранкович. Тя е дъщеря на Лазар Бранкович и Елена Палеологина.. Нейните баба и дядо по майчина линия са: Катерина Закария от Ахейското княжество и Тома Палеолог (Морейско деспотство) . Милица умира в 1464 г. при раждане 
Техен единствен син е Карло III Токо (1464 г. – 1518 г.). Той наследява баща си като условен владетел на Епир (Арта) и Закинтос до своята смърт. Жени се за Андроника Арианити. Тя е дъщеря на Константин Комнин Арианит, условен принц на Егейска Македония от 1490 г. Майка ѝ е Франческа ди Монферат, извънбрачна дъщеря на Бонифаций III Монфератски. Константин е син на Георги Арианит от втората му жена Пиетрина Франко и има две сестри от първия брак на баща си – Андроника и Ангелина, съответно, съпруги на Скендербег и Стефан III Бранкович .
През 1477 г. Леонардо встъпва в брак с втората си съпруга Франческа Марцано. Тя е дъщеря на Мариано Марцано, принц на Росано, и Елеонора Арагонска . Елеонора е извънбрачна дъщеря на Алфонсо V Арагонски и любовницата му Джиралдона Карлино . Леонардо постепенно губи подкрепата на Венецианската република. Вторият му брак е опит да създаде родови връзки с монарсите на Неаполитанското кралство и да ги привлече на своя страна . Фердинанд I Неаполитански е друго извънбрачно дете на Алфонсо V.
От брака си с Франческа Марцано, Леонардо III Токо има пет деца. Последователността на техните раждания не е известна: Иполита Токо, Елеонора Токо (монахиня), Мария Токо (която се омъжа за Пиетро Таламанка), Пиетро Токо (за когото се счита, че умира млад) и Рамондина Токо (която се омъжва за Антонио Мария Пико делла Мирандола)
Леонардо III има и един извънбрачен син, Феранте Токо († 1535 г.). През 1506 г. Феранте служи като испански посланик в двора на английския крал Хенри VII. Бенет Токо, синът на Феранте, е епископ на Херона от 1572 г. до 1583 г. Бенет служи и като епископ на Лейда (Лерида) от 1583 г. до смъртта си през 1585 г. .